# Station Solo Balapan
Station Solo Balapan is een spoorwegstation in Solo in de Indonesische provincie Midden-Java.

## Bestemmingen
Eksekutif klasse: 
- Argo Lawu  naar Station Gambir
- Argo Dwipangga  naar Station Gambir
- Argo Wilis  naar Station Surabaya Gubeng en Station Bandung
- Turangga  naar Station Bandung en Station Surabaya Gubeng
- Bima  naar Station Gambir en Station Surabaya Gubeng
- Gajayana  naar Station Jakarta Kota en Station Malang

Eksekutif en bisnis  klasse:
- Sancaka  naar Station Yogyakarta en Station Surabaya Gubeng
- Lodaya  naar Station Bandung
- Malabar Ekspres  naar Station Bandung en Station Malang

Bisnis klasse:
- Senja Utama Solo  naar Station Pasar Senen
- Mutiara Selatan  naar Station Bandung en Station Surabaya Gubeng
- Prambanan Ekspres  naar Station Yogyakarta/Kutoarjo
- Pandanwangi  naar Station Semarang Poncol
- Banyu Biru  naar Station Semarang Tawang en Station Yogyakarta